# David Marks
David Lee Marks (22 de agosto de 1948, Estados Unidos) es un cantante, guitarrista y compositor estadounidense. Mayormente conocido por haber sido integrante de The Beach Boys entre febrero de 1962 a octubre de 1963, además de integrarse en la banda en diversas ocasiones, como en la reunión de 2012.

## Biografía

### Primeros años
David Marks vivía muy cerca de la casa familiar de los tres hermanos Wilson, Brian, Dennis y Carl, miembros fundadores de The Beach Boys, en 1956, cuando tenía siete años de edad. Al pasar la década de 1950, Marks fue aprendiendo canto y tocaba música con la familia Wilson los domingos por la noche. Inspirado en una actuación de 1958 por el guitarrista John Maus, Marks pidió a sus padres que le compraran una guitarra, sus padres se la obsequiaron para Nochebuena de 1958. Comenzó a tomar lecciones de Maus, quién había sido un estudiante de Ritchie Valens.

### Marks dentro de The Beach Boys
Cuando The Beach Boys se encontraba en su primera oleada inicial de éxito internacional, Marks abandona el conjunto a finales de agosto de 1963, hacia el final de la gira de verano del grupo, por una discusión con Murry Wilson, pero no abandona inmediatamente la banda sino hasta finales de ese año, cuando sus padres y Murry llegaron a los golpes por problemas financieros y de gestión. El primer show sin Marks fue el 19 de octubre de 1963, pero él sin saberlo, seguiría siendo un miembro legal de The Beach Boys hasta el 27 de septiembre de 1967.

### Después de The Beach Boys
Después de que Marks dejara a The Beach Boys, The Marksmen se convirtió en el principal enfoque en todo momento, convirtiéndose en uno de los primeros que firmó con A&M Records en 1964. Murry Wilson habría amenazado a los disc jockeys de las emisoras de radio para que no pasasen las canciones de The Marksmen.

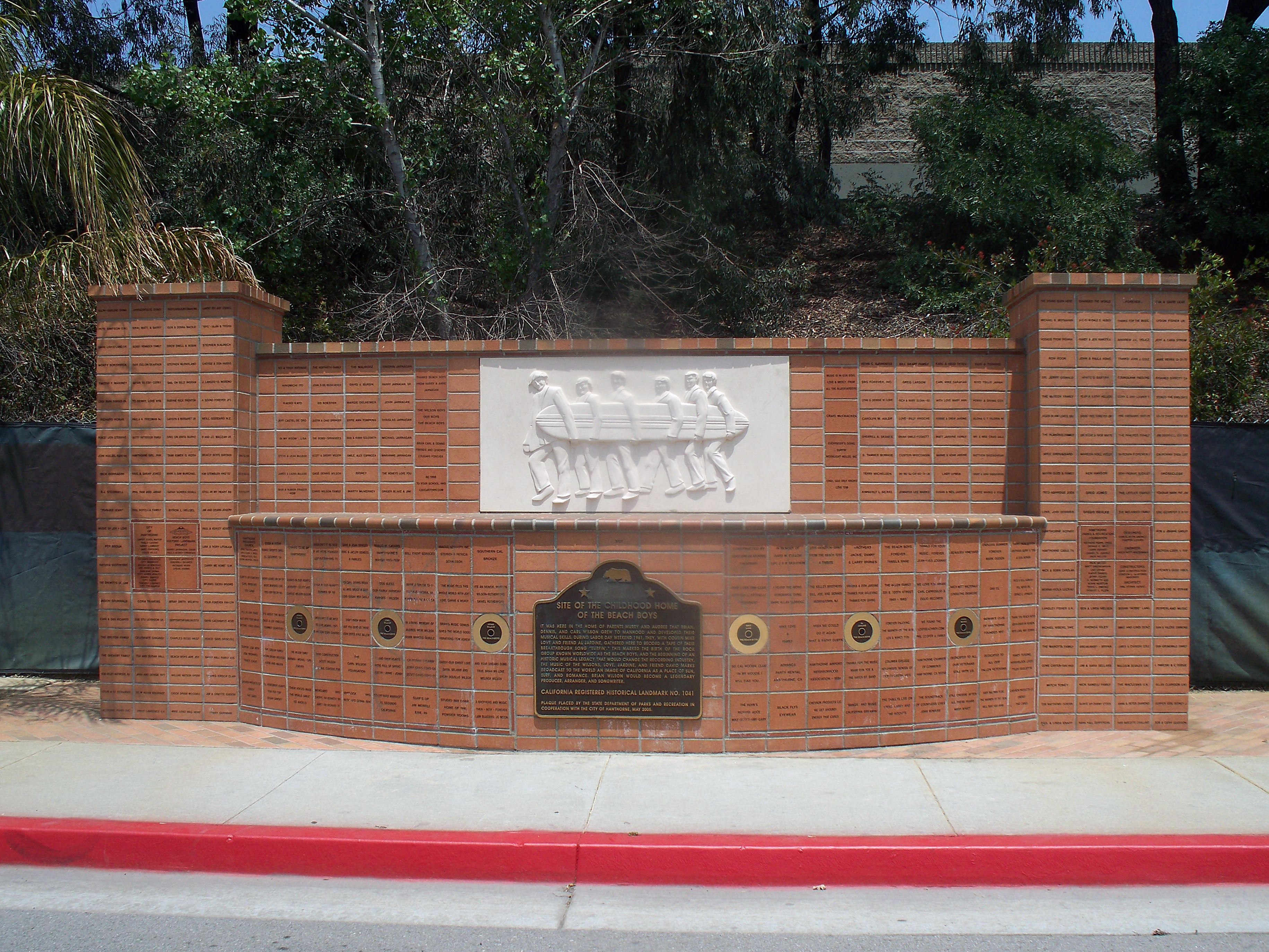
La figura de David Marks se encuentra plasmada en el The Beach Boys Historic Landmark.

En 1966, Marks tocó en la banda de Casey Kasem, pero sin usar su nombre. Luego trabajó con el grupo psicodélico-pop, The Moon, junto con Matt Moore, Larry Brown y David Jackson. La banda firmó un acuerdo de producción con el productor Mike Curb y lanzó dos álbumes. También fue guitarrista con Delaney and Bonnie, Colores (grabación de guitarra principal en su segundo álbum), y Warren Zevon. A principios de 1971, después de reunirse en el escenario en Boston con The Beach Boys, Marks recibió una oferta de Mike Love para reunirse a la banda, pero él declinó.

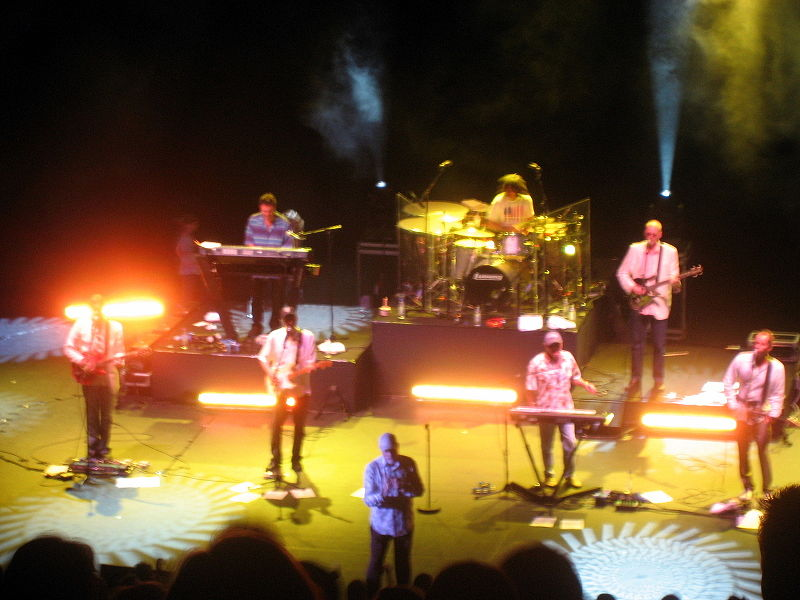
The Beach Boys el 4 de abril de 2008, con David Marks.

Marks finalmente se reunió con The Beach Boys como un miembro de tiempo completo para tocar la guitarra principal en 1997, cuando Carl Wilson se encontraba luchando contra el cáncer, pero no pudo seguir de gira con el grupo. Después de volver y tocar unos 300 conciertos, se muestra como un beach boy oficial una vez más, pero Marks tuvo que dejar la banda por segunda vez en 1999, debido a sus problemas de salud cuando se le diagnosticó hepatitis C. Venció ese mal en 2004. A partir de allí, se convirtió en un portavoz oficial en campañas de prevención y concientización civil para luchar contra la enfermedad. Ha realizado campañas hablando de la enfermedad en Estados Unidos y Reino Unido.
En 2007, Marks coescribió el libro The Lost Beach Boy con Stebbins, en donde detalla su carrera y relacionado con sus "años perdidos", sus problemas de salud, su desarrollo musical, su recuperación y la aceptación en la comunidad de The Beach Boys.
El 20 de mayo de 2005, The Beach Boys originales (incluyendo Marks y Jardine) fueron inmortalizados en el lugar de referencia histórico de The Beach Boys en Hawthorne, California. Marks fue incluido entre The Beach Boys que sostienen la tabla a petición de la familia Wilson. Al año siguiente, el 13 de junio de 2006, Marks se reunió con los beach boys sobrevivientes Brian Wilson, Al Jardine, Mike Love y Bruce Johnston en el techo del histórico edificio de Capitol Records en Hollywood, donde los cinco fueron presentados con el premio record de doble platino certificado por la RIAA, en el reconocimiento por las dos millones de copias vendidas de la compilación Sounds of Summer: The Very Best of The Beach Boys.

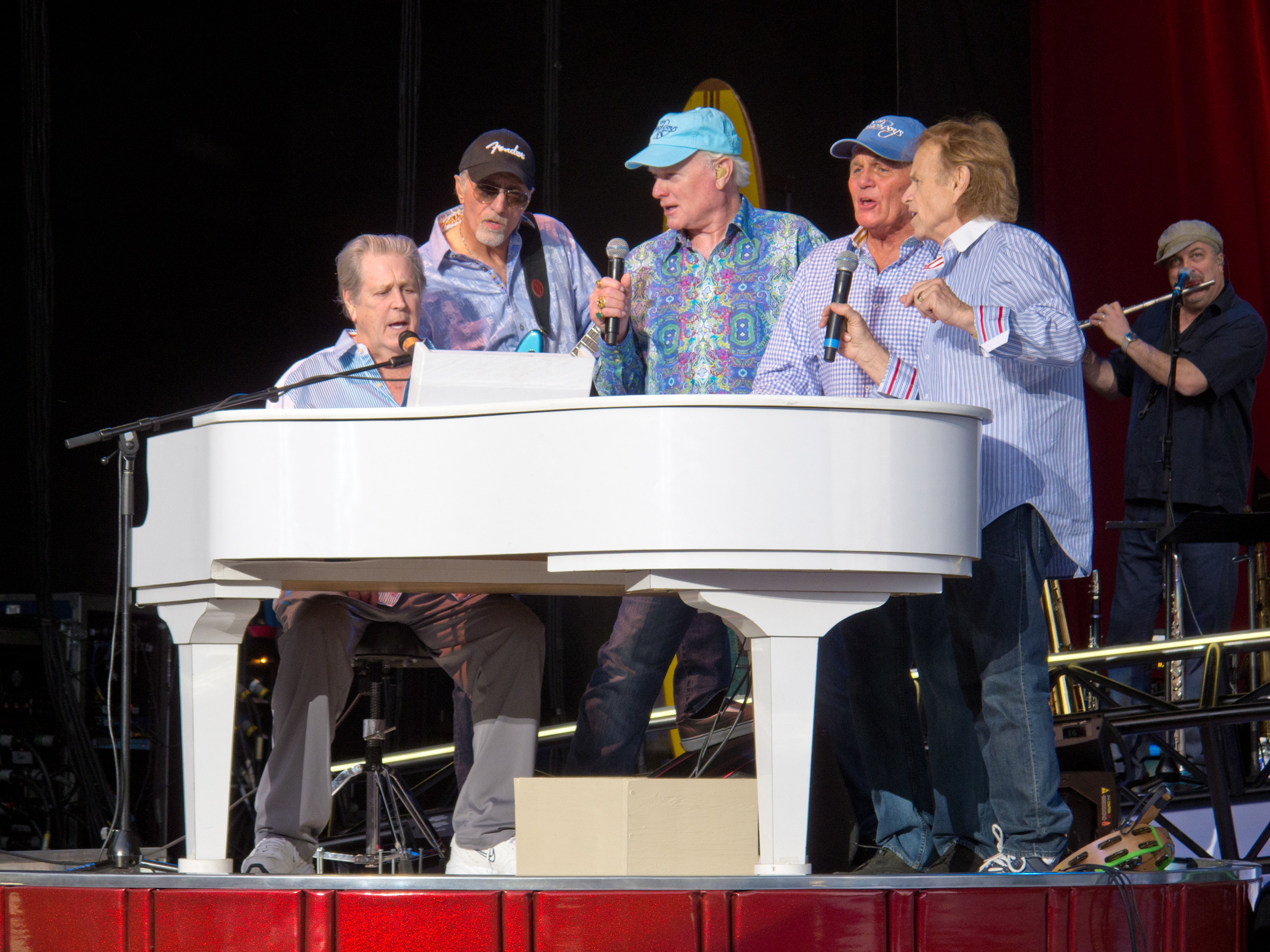
Todos los Beach Boys juntos cantando: Brian Wilson, David Marks, Mike Love, Bruce Johnston y Al Jardine.

En las vísperas por la reunión de The Beach Boys por los 50 años de vida del grupo, David Marks fue considerado y llamado para tocar en el marco de una gira mundial en 2012, hecho que aceptó.
Sobre la reunión declaró:

Realmente espero con impaciencia celebrar este importante encuentro histórico con los muchachos y con Capitol Records -donde todo comenzó hace 50 años-. Esto significa mucho, que podamos reunirnos y rendir homenaje a nuestros admiradores que han mantenido nuestra música viva.
David Marks.

## Discografía

### Con The Beach Boys
- (1962) Surfin' Safari
- (1963) Surfin' USA
- (1963) Surfer Girl
- (1963) Little Deuce Coupe
- (2012) That's Why God Made the Radio

### Solista
- Work Tapes (compilado 1992 / reeditado 2000)
- Something Funny Goin' On (2003) Quiver Records
- The Marks-Clifford Band "Live At The Blue Dolphin '77" (2006)
- I Think About You Often (2006) Quiver Records
- The Lost Years : Limited Edition - álbum triple (2008) Quiver Records
- The Marksmen : The Ultimate Collectors Edition (2008) Quiver Records